# Талыков, Михаил Иванович
Михаил Иванович Талыков (6 ноября 1921, Верхняя Полевая, Екатеринбургская губерния — 14 марта 1943, Темрюк, Краснодарский край) — советский лётчик-ас штурмовой авиации, участник Великой Отечественной войны, гвардии младший лейтенант, совершивший подвиг по спасению своего командира.

## Биография
Михаил Иванович Талыков родился 6 ноября 1921 года в крестьянской семье в селе Верхняя Полевая Верхнеполевского сельсовета Осеевской волости Шадринского уезда Екатеринбургской губернии РСФСР, ныне село входит в Шадринский муниципальный округ Курганской области. Родители Михаила – крестьяне Анна Андреевна и Иван Григорьевич Талыковы. В семье было восемь детей: пять мальчиков и три девочки. Русский.
В 1937 году окончил семь классов школы № 23 посёлка Медный рудник Сталинского района города Свердловска (ныне школа № 2 города Верхняя Пышма Свердловской области) и поступил в строительный техникум. Но вскоре оставил учёбу и поступил учиться в Свердловский аэроклуб, который окончил с отличием в 1939 году. Отличника учёбы направили в 22-ю Молотовскую военную авиационную школу пилотов, город Молотов, ныне Пермь. В Рабоче-крестьянскую Красную Армию призван 10 декабря 1939 года.
В 1940 году окончил летную школу и направлен служить в Евпаторию.
Участвовал в боях Великой Отечественной войны с мая 1942 года на самолёте Ил-2 в составе 7-го гвардейского ордена Ленина штурмового авиационного полка 230-й штурмовой авиационной дивизии 4-й воздушной армии.
29 июля 1942 года во время выполнения боевого задания районе хутора Несмеяновка Мартыновского района Ростовской области был подбит самолет ведущего группы, командира эскадрильи лейтенанта Василия Борисовича Емельяненко. Его самолет совершил вынужденную посадку за линией фронта. Пилот Талыков приземлился под огнём противника и подобрал комэска. За подвиг 14 ноября 1942 года награждён орденом Красного Знамени.
В 1942 году вступил в ВКП(б).
25 февраля 1943 года 230-я штурмовая авиационная дивизия перебазировалась на аэродром Краснодар-Центральный.
14 марта 1943 года 230-я штурмовая авиационная дивизия получила задачу: в 9:40 и в 15:10 группой штурмовиков под прикрытием истребителей уничтожить плавучие средства в порту города Темрюк Темрюкского района Краснодарского края. Запасная цель — переправа через Кубань у Темрюка и скопление войск противника в районе переправы. В течение дня было произведено 19 самолёто-вылетов, уничтожено 2 баржи в районе канал Глухой; 4 Ил-2 бомбардировали переправу у Темрюка. Погода в районе базирования дивизии и в район действий: облачность 10 баллов, высота нижней границы облаков 600—800 метров, видимость 3—5 км. Самолет заместителя командира авиаэскадрильи гвардии младшего лейтенанта Талыкова Михаила Ивановича был сбит огнём зенитной артиллерии, упал около здания немецкой комендатуры города Темрюка, где сейчас находится здание ОВД. Летчик был мертв.
Всего Талыков совершил 83 боевых вылета, сбил 12 самолетов противника, уничтожил 8 железнодорожных эшелонов, 50 танков, свыше 150 автомашин с войсками и грузами, разрушил 4 переправы, свыше 500 солдат и офицеров противника, 5 полевых и зенитных орудий, 7 зенитно-пулеметных точек.
По приказу немецкого офицера, тело пилота положили в участок траншеи возле дерева. К этому дереву привязали лошадей, которые несколько дней топтались на могиле пилота, обгрызая кору с дерева. Потом оно высохло, его спилили.
Руководитель поискового отряда «Тамань» Игорь Бордюгов рассказал, что пять лет назад (в 2011 году?) вел раскопки на месте падения самолета Талыкова. Хозяин подворья запомнил из рассказов близких, что в годы войны его родственники похоронили погибшего летчика в конце огорода. Потом в плавнях нашли винт от самолета и установили на могиле Талыкова в огороде.  При проведении работ поисковикам удалось найти деталь от самолета. Игорь Бордюгов считает, что поиски нужно продолжать на соседнем подворье, но  тогда его хозяин согласия на проведение работ не дал. Скорее всего, летчика похоронили в бронекапсуле, а основной корпус самолета при падении углубился в грунт.

Несмотря на то, что со дня гибели Талыкова М.И. прошло много лет, бывшее командование и его боевые соратники были глубоко убеждены в необходимости вновь возбудить ходатайство о присвоении (посмертно) звания Героя Советского Союза гвардии младшему лейтенанту Талыкову Михаилу Ивановичу за образцовые боевые действия в качестве ведущего группы в самый трудный период Великой Отечественной войны, за совершенный им редкий беспрецедентный в истории авиации подвиг и проявленные в боях с немецко-фашистскими захватчиками мужество и героизм. В 1964 и 1965 годы бывшее командование, его боевые товарищи (Василий Борисович Емельяненко и Борис Савельевич Левин) трижды представляли ходатайство маршалу авиации Вершинину Константину Андреевичу) на присвоение звания Героя Советского Союза младшему лейтенанту Талыкову Михаилу Ивановичу (посмертно) вместе с документами, подтверждающими его гибель 14 марта 1943 года при штурмовке переправы у г. Темрюка и совершённый им 29 июля 1942 года подвиг.

Наградной лист с подтверждением подвига
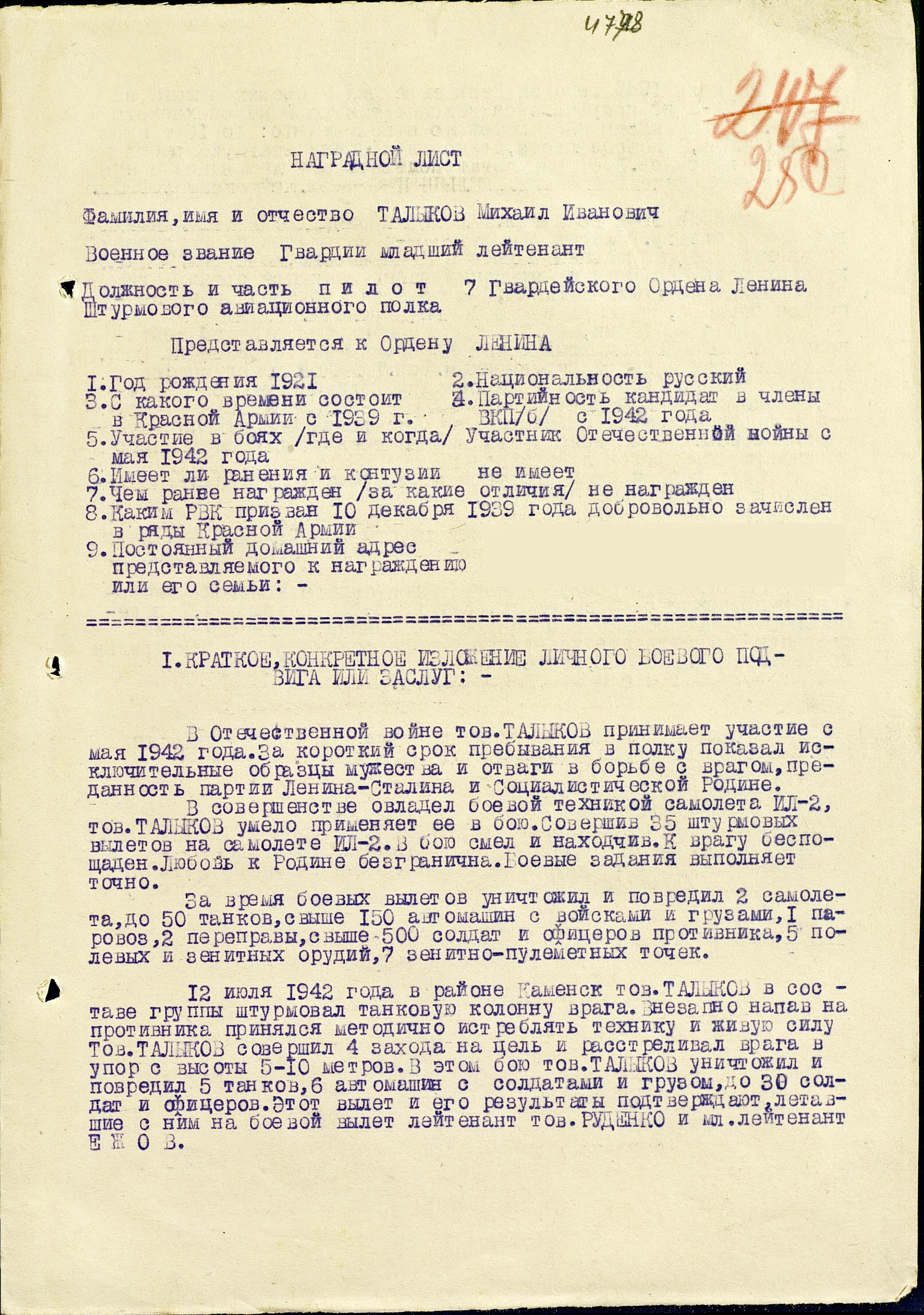
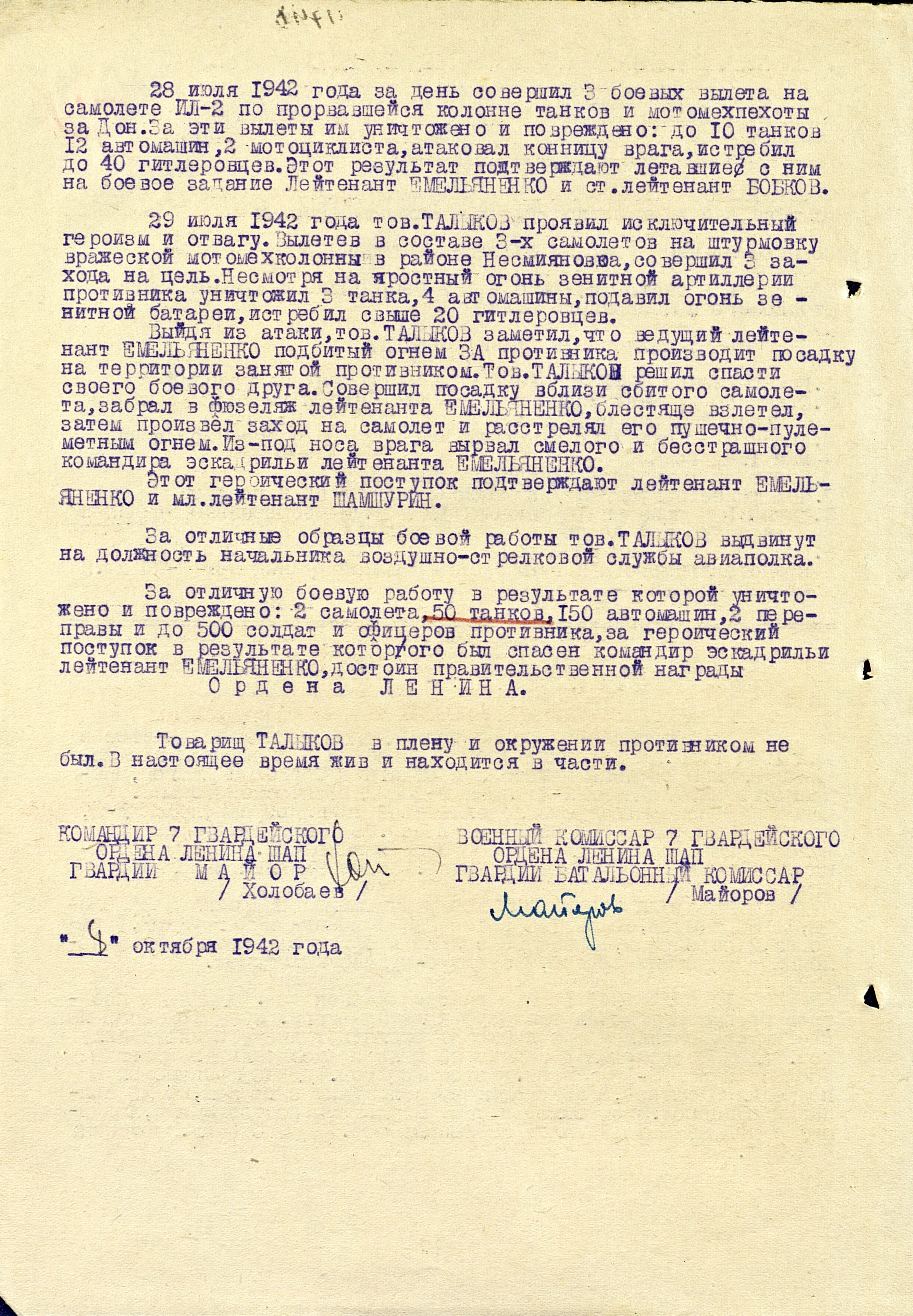
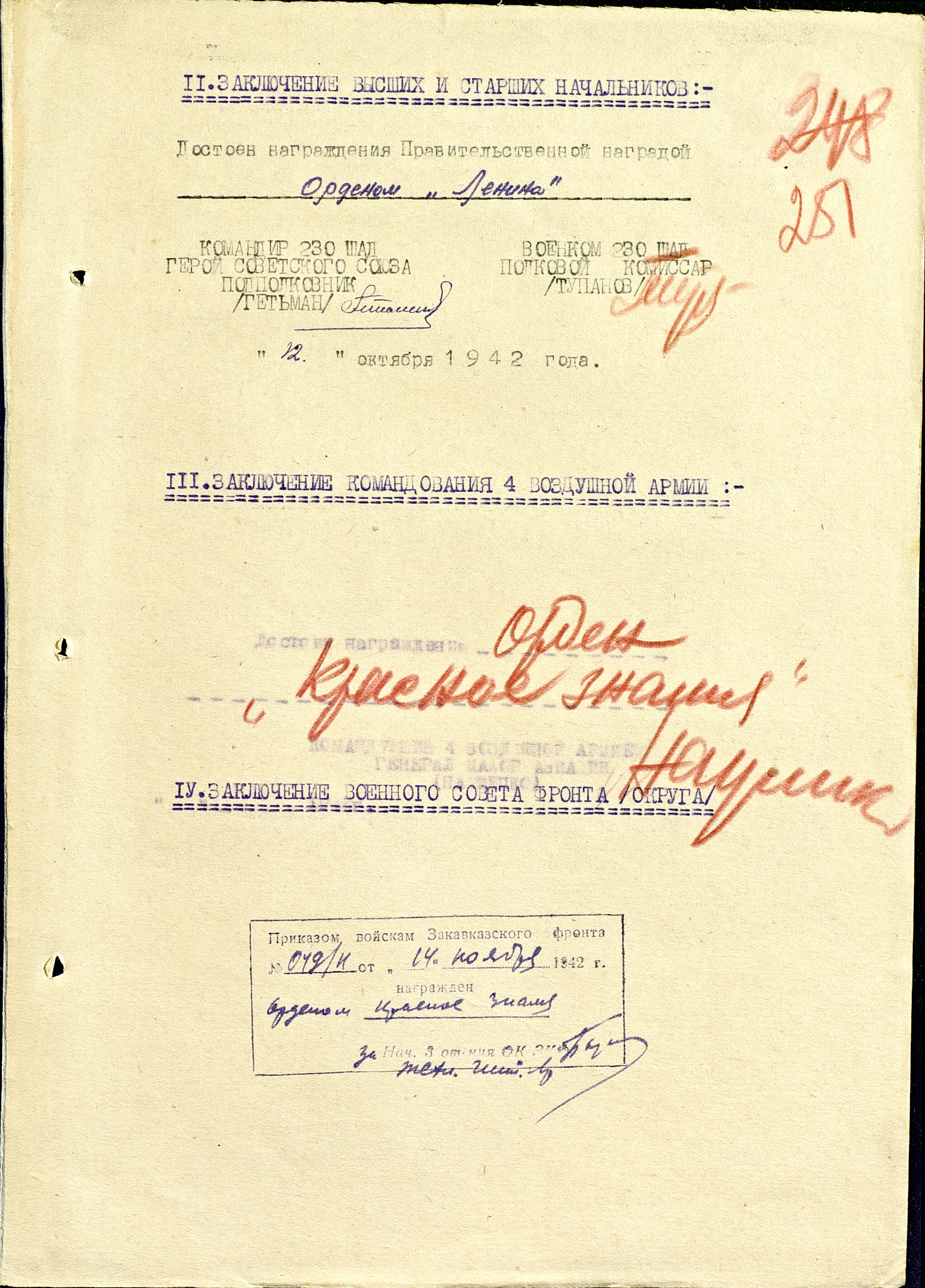

## Награды
- Орден Красного Знамени, 14 ноября 1942 года[5]

## Память
- Решением горисполкома от 18 февраля 1965 года[6] или от 4 марта 1965 года[7] № 35 улица Шахтеров города Верхняя Пышма Свердловской области переименована в улицу имени Михаила Талыкова.
- Памятник, установлен в июле 2023 года в городе Верхняя Пышма Свердловской области, у перекрёстка улиц Талыкова и Зелёной — 56°58′40″ с. ш. 60°34′45″ в. д.HGЯO
- Приказом Министра просвещения от 30.12.1963 г. № 470 восьмилетней (ныне средней) школе № 2 города Верхняя Пышма Свердловской области присвоено имя летчика – штурмовика Михаила Ивановича Талыкова», в которой он учился. В феврале 1964 года состоялся торжественный акт увековечивания памяти лётчика Талыкова М.И., на котором присутствовали его родители, родственники и представители 7-го гвардейского авиаполка. В 1975 году в школе созданы и функционируют военно-исторический музей М.И. Талыкова[8], ученический отряд юных Талыковцев[9].
- Мемориальная доска на здании школы, где учился в 1935—1937 годах, МАОУ «Средняя общеобразовательная школа № 2 с углубленным изучение отдельных предметов имени М.И. Талыкова», Свердловская область, город Верхняя Пышма, ул. Кривоусова, 48 — 56°58′57″ с. ш. 60°33′33″ в. д.HGЯO
- Мемориальная доска на месте гибели, Краснодарский край, город Темрюк, ул. Розы Люксембург, 21а — 45°16′58″ с. ш. 37°22′07″ в. д.HGЯO
- Мемориальная доска, Свердловская область, город Верхняя Пышма, ул. Талыкова, 7 — 56°58′39″ с. ш. 60°34′50″ в. д.HGЯO

О Талыкове писали Герои Советского Союза, Левин Борис Савельевич, Гетьман Семён Григорьевич и его командир Василий Борисович Емельяненко.

## Семья
- Отец Иван Григорьевич Талыков. Мать Анна Андреевна.
  - Брат Фёдор (1916 — декабрь 1942 (?)), танкист, пропал без вести.
  - Брат Алексей (5 октября 1923 — ?), командир радиоотделения, корректировщик огня «Катюш», дошёл до Берлина. После войны жил в Верхней Пышме, на ул. Талыкова.